# Алексеев, Пётр Алексеевич (партийный деятель)
Пётр Алексеевич Алексеев (1893, деревня Доход Тверской губернии — 6 сентября 1937, Ленинград) — советский партийный и профсоюзный деятель.

## Биография
Родился в бедной крестьянской семье, русский. В 1905 году окончил церковноприходскую школу в селе Добровичи Новоржевского уезда.
В 1908—1914 годах — ученик, рабочий фанерно-пильного завода Штудерса в Санкт-Петербурге. Член РСДРП (б) с апреля 1914 года.
В 1914—1916 годах — токарь по металлу машиностроительного завода «Феникс» в Петрограде. В 1916—1918 годах — токарь по металлу арматурно-электрического завода.
Участник революционного движения и Октябрьской революции 1917 года в Петрограде, с ноября 1917 член Красной гвардии.
С 1918 года на партийной работе в Петрограде. В 1918—1919 годах ответственный секретарь Выборгского, в 1919 году Василеостровского райкомов ВКП(б). В октябре 1919 — июне 1920 года на политической работе в Красной армии: инструктор политотдела 14-й армии на Южном фронте. С июня 1920 по июнь 1921 тяжело болел.
В июле 1921 — январе 1922 года заведующий организационным отделом Василеостровского райкома РКП(б) Петрограда. В феврале 1922 — марте 1923 года заведующий орготделом Псковского губернского комитета РКП(б). В апреле 1923 — июне 1924 года заведующий орготделом Выборгского районного комитета РКП(б) г. Петрограда.
В июне 1924 — январе 1927 года ответственный секретарь Выборгского районного комитета ВКП(б) г. Ленинграда. В январе 1927 — марте 1929 года ответственный секретарь Московско-Нарвского районного комитета ВКП(б) г. Ленинграда.
В 1929—1937 — председатель Ленинградского областного Совета профсоюзов.
В 1927—1930 — кандидат в члены ЦК ВКП(б), в 1930—1937 — член ЦК ВКП(б).
26 января—10 февраля 1934 года делегат XVII съезда ВКП(б).
25 июня 1937 года выведен из состава членов ЦК ВКП(б) постановлением июньского пленума ЦК ВКП(б) (23—29 июня 1937 года). 29 июня 1937 года арестован.
6 сентября 1937 года выездной сессией Военной коллегии Верховного суда СССР в Ленинграде приговорён к расстрелу (ст.58, п. 7-8-11 УК РСФСР). В этот же день расстрелян.
Посмертно реабилитирован в декабре 1955 года.